# 9445 Карпентьєр
9445 Карпентьєр (9445 Charpentier) — астероїд головного поясу, відкритий 8 травня 1997 року.
Тіссеранів параметр щодо Юпітера — 3,552.